# Scala di Ringelmann
La scala di Ringelmann è una scala utilizzata per misurare la densità apparente del fumo. Fu sviluppata dall'ingegnere francese Maximilien Ringelmann della Station d'Essais de Machines (Stazione per i Collaudi delle Macchine) a Parigi nel 1888. Essa ha 5 livelli di densità desunti da una griglia di linee nere su una superficie bianca che, se viste da lontano, si fondono in sfumature note di grigio.
Non c'è un diagramma definitivo, piuttosto, il professor Ringelmann fornisce una specificazione; dove il livello di fumo "0" è rappresentato dal bianco, i livelli da "1" a "4" da griglie quadrate di 10 mm disegnate con righe larghe 1 mm, 2,3 mm, 3,7 mm e 5,5 mm e il livello "5" dal nero completo. Una versione popolare è quella pubblicata dallo U.S. Bureau of Mines nella circolare 8333 del 1967. La versione adottata nel Regno Unito, ossia quella dei British Standards (BS2742:1969), altera la specificazione di Ringelmann per dare un diagramma, su carta moderna con inchiostro moderno, simile al probabile aspetto dei diagrammi prodotti su carta più antica, probabilmente più scura, con inchiostro più pallido.
I dati ottenuti hanno limitazioni definite. L'apparente oscurità di un fumo dipende dalla concentrazione della materia del particolato nell'effluente, dalle dimensioni del particolato, dalla profondità della colonna di fumo che viene osservata e dalle condizioni di illuminazione naturale come la direzione del sole rispetto all'osservatore, mentre l'accuratezza del diagramma stesso dipende dalla bianchezza della carta e dalla nerezza dell'inchiostro utilizzati.
Nell'uso, l'osservatore vede il pennacchio nel punto di maggiore opacità e determina il corrispondente numero di Ringelmann. Uno 0, 1, 2, 3, 4 e 5 di Ringelmann sono equivalenti a un'opacità di 0, 20, 40, 60, 80 e 100.